# Yūta Hiraoka
Yūta Hiraoka (平岡祐太?, Hiraoka Yūta; Hiroshima, 1º settembre 1984) è un attore giapponese, il suo soprannome è Yuppa o Yūbaa.

## Biografia
Ha frequentato le scuole elementari ad Hiroshima, dove faceva parte della locale squadra di calcio, prima di trasferirsi con la famiglia a Yamaguchi
Debutta nel 2003 nel dorama Lion Sensei, l'anno successivo la sua entrata nel mondo del cinema con l'interpretazione in Swing Girl, che viene subito premiata alla Japan Academy Awards.
È compositore e chitarrista, tra i suoi hobby il calcio e il pianoforte.

## Filmografia

### Cinema
- 2004: Swing Girls
- 2004: Ima, Ai ni Yukimasu
- 2005: Nana
- 2005: Itsuka Nami no Kanata ni
- 2006: Check It Out, Yo!
- 2006: Trick: The Movie 2
- 2006: Tokyo Friends - Il film
- 2007: Shichigatsu Nijūyokka Dōri no Christmas
- 2007: Boku wa imōto ni koi o suru
- 2007: Kōfukuna Shokutaku
- 2007: Uni Senbei
- 2009: Subaru
- 2009: Orion in Midsummer
- 2010: Neck
- 2012: Shiawase no Pan (Bread of Happiness)
- 2012: It's a Beautiful Life - Irodori
- 2013: Kids Return - Saikai no toki
- 2014: The Formula of LOVE and tone-deaf
- 2016: Enishi - The Bride of Izumo
- 2016: L
- 2019: Onna no Kigen no Naoshi Kata

### Televisione
- 2003: Lion Sensei
- 2004: Medaka
- 2005: Oto no Nai Aozora
- 2005: Tokyo Friends
- 2005: Water Boys 2005 Summer
- 2005: Kiken na aneki
- 2006: Honto ni Atta Kowai Hanashi
- 2006: Message
- 2006: An Automaton in Long Sleep
- 2006: Tatta hitotsu no koi
- 2007: Tokyo Tower
- 2007: Ai no Rukeichi
- 2007: Proposal daisakusen
- 2007: First Kiss
- 2008: Daisuki!!
- 2008: Proposal daisakusen SP
- 2008: Average
- 2008: Miracle Zoo 2008: The Story of Asahiyama Zoo
- 2008: Monster Parent
- 2008: The Naminori Restaurant
- 2008: Average 2
- 2009: Akuma no Temari Uta
- 2009: Kiina
- 2009: GodHand Teru
- 2009: Hataraku Gon!
- 2010: Sakuya Konohana
- 2010: Ryōmaden
- 2010: Oh! my PROPOSE
- 2012: Ataru serie televisiva (ep. 4, 10)
- 2012: Mirai Nikki. Another World
- 2012: Ya days to become Toba·Toshijima Paradise
- 2012: Tokyo Airport: Air Traffic Controller
- 2012: Strawberry Night: After The Invisible Rain
- 2012: Vampire Heaven
- 2012: Specialist 1
- 2013: Andō Lloyd: A.I. knows Love?
- 2014: Once Upon a Time in Beitou
- 2014: Specialist 2
- 2014: Hanasaki Mai Speaks Out (ep. 9, 10)
- 2014: Family Hunter
- 2014: Time Spiral
- 2014: Dear Sister
- 2014: Matching Love 2
- 2015: Specialist 3
- 2015: Attack on Titan: Counter Rockets
- 2015: Teddy Go!
- 2015: Specialist 4
- 2016: Specialist
- 2016: Beppinsan
- 2017: The Single Teacher Miss Hayako
- 2017: Tokyo Tarareba Girls
- 2017: Kensho Sousa
- 2017: New Mitsuhiko Asami Series
- 2018: Funohan
- 2018: Holiday Love
- 2018: Tokumei Keiji Kakuho No Onna
- 2018: Koujin
- 2018: Hanzai No Kaisou
- 2018: Keishicho Zero Gakari: Third Season
- 2018: Maji de Koukai Shitemasu: Second Season
- 2019: Yotsuba Ginko Harashima Hiromi ga mono mosu! - Kono Hito ni Kakero (ep. 1)
- 2019: Onna no Kigen no Naoshi Kata
- 2019: The Woman of S.R.I. Season 19 (ep. 7, 8)
- 2019: In Hand (ep. 10, 11)
- 2019: Babysitter Gin (ep. 6)